# Sándor Böske
Sándor Böske, Sándor Erzsébet (Nagyvárad, 1901. december 24. – Budapest, 1992. április 21.) magyar színésznő, érdemes művész.

## Pályafutása
Sándor Dávid (1862–1924) és Reich Mária leánya. Apai nagyszülei Sándor Ábrahám és Bárány Róza. Rákosi Szidi színésziskolájában tanult, majd az Andrássy úti Színházhoz került. Ezt követően különböző fővárosi magánszínházakban lépett fel kisebb drámai szerepekben. 1941. július 15-én Budapesten, a Józsefvárosban házasságot között a nála 11 évvel idősebb Matány Antal színésszel. 1945 és 1951 között a Pécsi Nemzeti, 1951-től pedig az Állami Faluszínház, a későbbi Állami Déryné Színház tagja volt egészen nyugdíjba vonulásáig. A színház egyik csoportjának társulatvezetőjeként is dolgozott. Mint nyugdíjas, a Katona József Színházban lépett fel.

## Elismerései

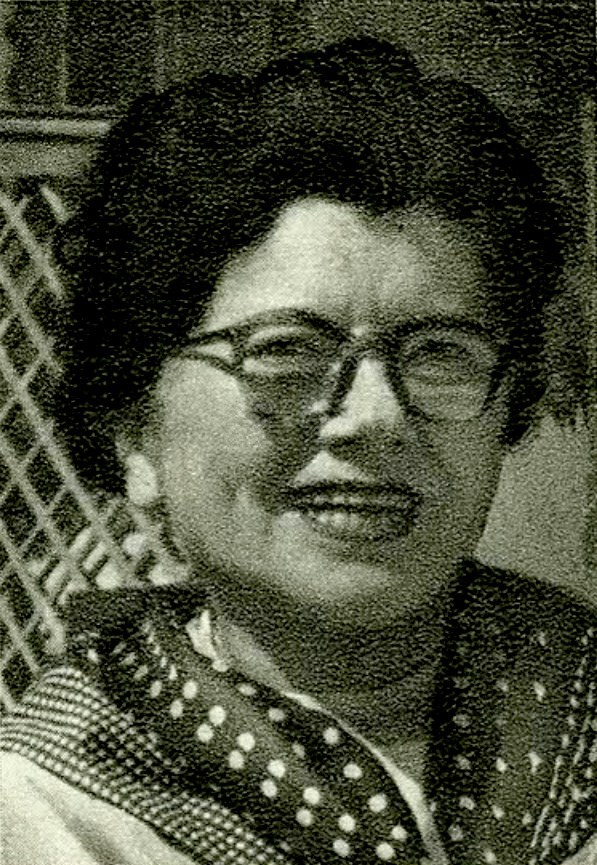
Sándor Böske portréja a 10 éves az Állami Déryné Színház című kiadványban

- Érdemes művész (1964)

## Fontosabb színházi szerepei
- Brazovicsné (Jókai Mór–Kárpáthy Gyula–Faragó György: Az aranyember)
- Mama (Heltai Jenő: A Tündérlaki lányok)
- Kati néni (Móricz Zsigmond: Rokonok)
- Eugénia (Molnár Ferenc: Olympia)
- Anna Andrejevna (Gogol: A revizor)
- Anfisza dajka (Csehov: Három nővér)
- Leokadija, Szvetlana anyósa (Petrusevszkaja: Három lány kékben)
- Nagymama (Ödön von Horváth: Mesél a bécsi erdő)

## Fontosabb filmszerepei
- 1989: Alapképlet (tévéfilm)
- 1985: Rafinált bűnösök (tévéfilm)
- 1984: Boldogtalanok (tévéfilm)
- 1984: Örökkön-örökké (tévéfilm)
- 1978–1981: Családi kör (tévésorozat)
- 1979: Égigérő fű
- 1968: Hazai pálya
- 1962: Az aranyember